# Senecio repangae
Senecio repangae là một loài thực vật có hoa trong họ Cúc. Loài này được de Lange & B.G.Murray miêu tả khoa học đầu tiên năm 1998.